# Laureano García Camisón
Laureano García Camisón y Domínguez (Villanueva de la Sierra, 7 de marzo de 1836 - Madrid, 7 de noviembre de 1910) fue un médico y político español.

## Biografía
Nacido el 7 de marzo de 1836 en la localidad cacereña de Villanueva de la Sierra, era hijo de Juan García Camisón y Engracia Domínguez. Su madre falleció cuando él tenía siete años de edad y su padre otros siete años más tarde. Estudió primero en Cáceres y después en la Universidad de Salamanca, la carrera de Filosofía. Posteriormente estudió Medicina en Madrid. Acabados dichos estudios, ingresó en el cuerpo de Sanidad Militar, donde se especializó en cirugía. Estuvo destinado un tiempo en Alicante y también participó en los sucesos de Cartagena. Como médico militar trató al general Primo de Rivera. También fue médico de cámara de Alfonso XII. García Camisón, que fue varias veces diputado a Cortes durante la Restauración, siempre por distritos de la provincia de Cáceres, falleció el 7 de noviembre de 1910 en Madrid.